# Joséphine-Charlotte
Joséphine-Charlotte – stacja metra w Brukseli, na linii 1. Zlokalizowana jest za stacją Montgomery i Gribaumont. Została otwarta 20 września 1976.